# Französische Rugby-Union-Meisterschaft 1959/60
Die Saison 1959/60 war die 61. Austragung der französischen Rugby-Union-Meisterschaft (französisch Championnat de France de rugby à XV). Sie umfasste 56 Mannschaften in der Division 1 (heutige Top 14).
Die Meisterschaft begann mit der Gruppenphase, bei der in sieben Gruppen je acht Mannschaften gegeneinander antraten. Die Erst- bis Viertplatzierten jeder Gruppe sowie die vier besten Fünftplatzierten zogen in die Finalphase ein, während die vier schlechtesten Achtplatzierten in die zweite Division absteigen mussten. Es folgten Sechzehntel-, Achtel-, Viertel- und Halbfinale. Im Endspiel, das am 22. Mai 1960 im Stadium Municipal in Toulouse stattfand, trafen die zwei Halbfinalsieger aufeinander und spielten um den Bouclier de Brennus. Dabei setzte sich der FC Lourdes gegen die AS Béziers durch und errang zum siebten Mal den Meistertitel.

## Gruppenphase
|    | Team                  | Siege | Unent. | Ndlg. | Spiel- punkte | Diff. | Tabellen- punkte |
| -- | --------------------- | ----- | ------ | ----- | ------------- | ----- | ---------------- |
| 1. | SC Tulle              | 8     | 1      | 5     | 111:85        | + 26  | 31               |
| 2. | AS Montferrand        | 8     | 1      | 5     | 79:92         | − 13  | 31               |
| 3. | RC Toulon             | 7     | 2      | 5     | 155:86        | + 69  | 30               |
| 4. | USA Limoges           | 8     | 0      | 6     | 75:83         | − 8   | 30               |
| 5. | Racing Club de France | 7     | 1      | 6     | 105:76        | + 29  | 29               |
| 6. | Castres Olympique     | 6     | 2      | 6     | 92:66         | + 26  | 28               |
| 7. | US Carmaux            | 6     | 2      | 6     | 83:68         | + 15  | 28               |
| 8. | Stade Lavelanétien    | 0     | 3      | 11    | 35:179        | − 144 | 17               |

|    | Team               | Siege | Unent. | Ndlg. | Spiel- punkte | Diff. | Tabellen- punkte |
| -- | ------------------ | ----- | ------ | ----- | ------------- | ----- | ---------------- |
| 1. | Stade Montois      | 12    | 1      | 1     | 220:46        | + 174 | 39               |
| 2. | Stade Aurillacois  | 7     | 4      | 3     | 97:47         | + 50  | 32               |
| 3. | Biarritz Olympique | 6     | 3      | 5     | 76:113        | − 37  | 29               |
| 4. | Aviron Bayonnais   | 6     | 1      | 7     | 68:73         | − 5   | 27               |
| 5. | FC Saint-Claude    | 4     | 4      | 6     | 56:126        | − 70  | 26               |
| 6. | SU Agen            | 4     | 2      | 8     | 71:93         | − 22  | 24               |
| 7. | Saint-Girons SC    | 3     | 4      | 7     | 61:122        | − 61  | 24               |
| 8. | Stade Dijonnais    | 2     | 5      | 7     | 60:89         | − 29  | 23               |

|    | Team            | Siege | Unent. | Ndlg. | Spiel- punkte | Diff. | Tabellen- punkte |
| -- | --------------- | ----- | ------ | ----- | ------------- | ----- | ---------------- |
| 1. | FC Lourdes      | 12    | 0      | 2     | 212:61        | + 151 | 38               |
| 2. | AS Béziers      | 11    | 1      | 2     | 189:75        | + 114 | 37               |
| 3. | Cahors Rugby    | 9     | 0      | 5     | 95:72         | + 23  | 32               |
| 4. | US Cognac       | 5     | 2      | 7     | 91:80         | + 11  | 26               |
| 5. | US Bressane     | 6     | 0      | 8     | 86:178        | − 92  | 26               |
| 6. | Stade Bordelais | 5     | 1      | 8     | 119:123       | − 4   | 25               |
| 7. | US Montauban    | 4     | 0      | 10    | 65:143        | − 78  | 22               |
| 8. | AS Roanne       | 2     | 0      | 12    | 52:177        | − 125 | 18               |

|    | Team              | Siege | Unent. | Ndlg. | Spiel- punkte | Diff. | Tabellen- punkte |
| -- | ----------------- | ----- | ------ | ----- | ------------- | ----- | ---------------- |
| 1. | SC Graulhet       | 9     | 2      | 3     | 117:50        | + 67  | 34               |
| 2. | La Voulte Sportif | 9     | 1      | 4     | 97:72         | + 25  | 32               |
| 3. | CS Vienne         | 7     | 2      | 5     | 77:46         | + 31  | 29               |
| 4. | SC Angoulême      | 6     | 1      | 7     | 86:85         | + 1   | 27               |
| 5. | TOEC              | 6     | 1      | 7     | 86:92         | − 6   | 26               |
| 6. | AS Soustons       | 5     | 2      | 7     | 75:66         | + 9   | 24               |
| 7. | Lyon OU           | 4     | 3      | 7     | 70:104        | − 34  | 24               |
| 8. | Stade Nantais     | 3     | 2      | 9     | 51:144        | − 93  | 23               |

|    | Team             | Siege | Unent. | Ndlg. | Spiel- punkte | Diff. | Tabellen- punkte |
| -- | ---------------- | ----- | ------ | ----- | ------------- | ----- | ---------------- |
| 1. | RC Vichy         | 9     | 2      | 3     | 123:74        | + 49  | 34               |
| 2. | SC Mazamet       | 8     | 2      | 4     | 164:64        | + 100 | 32               |
| 3. | US Tyrosse       | 6     | 3      | 5     | 72:91         | − 19  | 29               |
| 4. | US Foix          | 7     | 0      | 7     | 85:93         | − 8   | 28               |
| 5. | Stade Toulousain | 5     | 3      | 6     | 111:97        | + 14  | 27               |
| 6. | Stade Rochelais  | 5     | 2      | 7     | 66:83         | − 17  | 26               |
| 7. | USA Perpignan    | 4     | 3      | 7     | 101:77        | + 24  | 25               |
| 8. | Stade Niortais   | 4     | 1      | 9     | 53:196        | − 143 | 23               |

|    | Team               | Siege | Unent. | Ndlg. | Spiel- punkte | Diff. | Tabellen- punkte |
| -- | ------------------ | ----- | ------ | ----- | ------------- | ----- | ---------------- |
| 1. | US Dax             | 9     | 4      | 1     | 127:32        | + 95  | 36               |
| 2. | FC Grenoble        | 7     | 4      | 3     | 139:71        | + 68  | 32               |
| 3. | Stadoceste Tarbais | 7     | 3      | 4     | 90:69         | + 21  | 31               |
| 4. | SO Chambéry        | 6     | 3      | 5     | 90:67         | + 23  | 29               |
| 5. | Stade Hendayais    | 5     | 3      | 6     | 71:82         | − 11  | 27               |
| 6. | US Romans          | 6     | 1      | 7     | 52:83         | − 31  | 27               |
| 7. | RC Chalon          | 3     | 1      | 10    | 66:139        | − 73  | 21               |
| 8. | Boucau Stade       | 3     | 1      | 10    | 47:139        | − 92  | 21               |

Gruppe G
|    | Team                  | Siege | Unent. | Ndlg. | Spiel- punkte | Diff. | Tabellen- punkte |
| -- | --------------------- | ----- | ------ | ----- | ------------- | ----- | ---------------- |
| 1. | Section Paloise       | 10    | 0      | 4     | 142:74        | + 68  | 34               |
| 2. | CA Périgueux          | 8     | 3      | 3     | 131:61        | + 70  | 33               |
| 3. | FC Auch               | 7     | 1      | 6     | 83:60         | + 23  | 29               |
| 4. | CA Brive              | 5     | 3      | 6     | 82:58         | + 24  | 27               |
| 5. | CA Bègles             | 6     | 1      | 7     | 78:138        | − 60  | 27               |
| 6. | SA Saint-Sever        | 6     | 0      | 8     | 82:117        | − 35  | 26               |
| 7. | Paris Université Club | 4     | 2      | 8     | 102:126       | − 24  | 24               |
| 8. | RC Narbonne           | 4     | 2      | 8     | 75:141        | − 66  | 24               |

## Finalphase

### 1/16-Finale
| Datum         | Begegnung                               | Ergebnis |
| ------------- | --------------------------------------- | -------- |
| 20. März 1960 | FC Lourdes – TOEC                       | 14:6     |
| 20. März 1960 | Cahors Rugby – USA Limoges              | 14:3     |
| 20. März 1960 | SO Chambéry – La Voulte Sportif         | 06:3     |
| 20. März 1960 | SC Tulle – SC Angoulême                 | 11:3     |
| 20. März 1960 | US Dax – Stade Toulousain               | 08:0     |
| 20. März 1960 | US Tyrosse – AS Montferrand             | 08:6     |
| 20. März 1960 | RC Vichy – Aviron Bayonnais             | 16:3     |
| 20. März 1960 | SC Mazamet – RC Toulon                  | 09:3     |
| 20. März 1960 | AS Béziers – FC Auch                    | 18:0     |
| 20. März 1960 | US Foix – CA Périgueux                  | 09:0     |
| 20. März 1960 | Stade Montois – Stade Hendayais         | 15:3     |
| 20. März 1960 | Stadoceste Tarbais – CS Vienne          | 06:3     |
| 20. März 1960 | Section Paloise – Racing Club de France | 14:6     |
| 20. März 1960 | Stade Aurillacois – Biarritz Olympique  | 09:5     |
| 20. März 1960 | SC Graulhet – US Cognac                 | 08:3     |
| 20. März 1960 | CA Brive – FC Grenoble                  | 21:5     |

### Achtelfinale
| Datum         | Begegnung                           | Ergebnis |
| ------------- | ----------------------------------- | -------- |
| 4. April 1960 | FC Lourdes – Cahors Rugby           | 10:3     |
| 4. April 1960 | SO Chambéry – SC Tulle              | 09:3     |
| 4. April 1960 | US Dax – US Tyrosse                 | 11:3     |
| 4. April 1960 | RC Vichy – SC Mazamet               | 08:6     |
| 4. April 1960 | AS Béziers – US Foix                | 06:3     |
| 4. April 1960 | Stade Montois – Stadoceste Tarbais  | 14:3     |
| 4. April 1960 | Section Paloise – Stade Aurillacois | 08:6     |
| 4. April 1960 | SC Graulhet – CA Brive              | 09:6     |

### Viertelfinale
| Datum          | Begegnung                     | Ergebnis |
| -------------- | ----------------------------- | -------- |
| 18. April 1960 | FC Lourdes – SO Chambéry      | 15:03    |
| 18. April 1960 | US Dax – RC Vichy             | 12:05    |
| 18. April 1960 | AS Béziers – Stade Montois    | 19:16    |
| 18. April 1960 | Section Paloise – SC Graulhet | 12:06    |

### Halbfinale
| Datum       | Begegnung                    | Ergebnis |
| ----------- | ---------------------------- | -------- |
| 1. Mai 1960 | FC Lourdes – US Dax          | 13:8     |
| 1. Mai 1960 | AS Béziers – Section Paloise | 03:3     |

### Finale
| 22. Mai 1960 | FC Lourdes                                                                      | 14 : 11       | AS Béziers                                                        | Stadium Municipal, Toulouse Zuschauer: 37.200 Schiedsrichter: Louis Parrot |
| 22. Mai 1960 | Versuche: Faur (1) Crauste (1) Erhöhungen: Labazuy (1) Straftritte: Labazuy (2) | (9:3) Bericht | Versuche: Raynal (1) Erhöhungen: Danos (1) Straftritte: Danos (2) | Stadium Municipal, Toulouse Zuschauer: 37.200 Schiedsrichter: Louis Parrot |

Aufstellungen
FC Lourdes: Guy Calvo, Roland Crancée, Michel Crauste, Pierre Deslus, Henri Domec, Pierre Faur, Louis Guinle, Antoine Labazuy, André Laffont, Thomas Manterola, Arnaud Marquesuzaa, Roger Martine, Jean-Louis Taillantou, Pierre Tarricq, François Vallée
AS Béziers: Jean Arnal, Raoul Barrière, Yvan Boggiano, Émile Bolzan, Pierre Danos, Paul Dedieu, Jacques Fratangelle, André Gayraud, Roger Gensane, Francis Mas, Pierre Mercier, Robert Raynal, Lucien Rogé, François Rondi, Robert Spagnolo